# Kantorova hora
Kantorova hora (537 m n. m.) je vrchol Lišovského prahu nacházející se v těsné jihovýchodní blízkosti vesnice Jelmo v okrese České Budějovice.

## Geomorfologické zařazení
Geomorfologicky náleží Kantorova hora do subprovincie Česko-moravské, oblasti Jihočeské pánve, celku Třeboňská pánev, podcelku Lišovský práh.

## Geologie
Kantorova hora je součástí Rudolfovského rudního revíru. Samotný vrchol Kantorovy hory je zarostlý hájkem uprostřed polí. Hájek je rozrytý dosti hlubokými dolíky a v celém jeho prostoru se nachází vytěžený materiál takřka úplně rozpadlý – jemně střípkovitý, jílovitý, grafitický mylonit. Ojediněle lze nalézt (a to i na poli v okolí) úlomky žiloviny tvořené bílým kalcitem nebo nažloutlými karbonáty, případně s drobnými zrnky grafitu, bez rudních nerostů.

## Příroda
Kantorova hora je registrována jako významný krajinný prvek (VKP 131), důvodem je kompaktní listnatý porost.

## Přístup
Na Kantorovu horu nevede žádná turistická stezka, je však snadno dostupná z cesty z Jelma do Lišova, od níž vrchol leží 100 m směrem na jih.

## Výhled
Z vrcholu je krásný výhled na České Budějovice a na Blanský les s vrcholem Kleť.

## Okolí
Nedaleko Kantorovy hory, ve vzdálenosti cca 2 km na JV, se nachází další vrch Lišovského prahu, kopec Větrník.